# Onthophagus kachowskii
Onthophagus kachowskii é uma espécie de inseto do género Onthophagus da família Scarabaeidae da ordem Coleoptera.

## História
Foi descrita cientificamente pela primeira vez no ano de 1900 por Olsoufief.